# Xeromelissa chusmiza
Xeromelissa chusmiza là một loài Hymenoptera trong họ Colletidae. Loài này được Toro mô tả khoa học năm 1981.